# Primula pskemensis
Primula pskemensis är en viveväxtart som beskrevs av Lazkov. Primula pskemensis ingår i släktet vivor, och familjen viveväxter. Inga underarter finns listade i Catalogue of Life.